# Weyburn
Weyburn (assiniboine: ošų́kyuze) és la novena ciutat més gran de Saskatchewan, Canadà. Està situada als marges del riu Souris 110 km al sud-est de la capital provincial, Regina i a 70 km al nord de la frontera amb els Estats Units.
El nom és suposadament una corrupció de l'escocesa "wee burn", en referència a un petit rierol. La ciutat està envoltada pel Municipi Rural de Weyburn Núm. 67.

## Geografia
Weyburn està situada vora l'alt delta del llarg riu Suris (760 km). El riu suris continua al sud-est a través de Dakota del Nord trobant-se eventualment al riu Assiniboine a Manitoba. En la dècada del 1800 aquesta àrea era coneguda com una extensió del Greater Yellow Grass Marsh. Els extensius programes de control d'inundacions han creat embassaments, parcs i centres d'aus aquàtiques al llarg del riu Souris. Entre 1988 i 1995 el Projecte Rafferty-Alameda fou construït per alleujar els problemes d'inundacions de primavera creat pel riu Souris.

## Economia
Weyburn és el major punt de trobada del gra interior al Canadà. Doncs més de mig milió de tones de grans passen pels terminals de Weyburn cada any. Les prospeccions de petroli i gas constitueixen l'altre component important de l'economia.

## Història
La Canadian Pacific Railway (CPR) va arribar a la futura seu de Weyburn des de Brandon (Manitoba) en 1892 i el Soo Line de North Portal a la frontera amb els Estats Units en 1893. Es va obrir una oficina de correus el 1895 i una oficina de terres en 1899 en previsió de la febre de la terra que aviat va seguir. Weyburn es va constituir legalment en vila en 1900, en poble en 1903 i, finalment, en ciutat en 1913. De 1910 a 1931 el Weyburn Security Bank tenia la seu a la ciutat.
Des d'aleshores Weyburn ha esdevingut una important nus ferroviari de Saskatchewan. La branca de Pasqua o la branca del CPR a
Souris, Arcola, Weyburn i Regina; Secció Portaldel CPR / Soo Line; cecció del CPR Moose Jaw, Weyburn, Shaunavon, Lethbridge; la secció Brandon, Marfield, Carlyle, Lampman, Radville, Willow Bunch del Canadian National Railway (CNR); l la secció del CNR Regina, Weyburn, Radville, Estevan, Northgate travessa Weyburn.
Weyburn va ser l'antiga llar de l'Hospital de Salud Mental de Souris Valley, que va ser tancat com a centre d'atenció de la salut venut el 2006 i demolit en 2009. Quan l'hospital mental fou inaugurat el 1921, va ser l'edifici més gran a la Commonwealth Britànica i es va considerar a l'avantguarda dels tractaments experimentals per a les persones amb discapacitat mental. La instal·lació tenia reputació de líder en la programació terapèutica. En el seu apogeu, la instal·lació era la llar d'aproximadament 2.500 pacients. La història de la instal·lació s'explora en el documental Weyburn: An Archaeology of Madness.

## Demografia
La ciutat tenia 10,484 en 2011, havia crescut dels 9,433 en 2006.